# Westfälische Kunst
Westfälische Kunst nannte sich eine ab 1954 im Deutschen Kunstverlag erschienene Buchreihe, die zunächst von Landeskonservator Theodor Rensing herausgegeben wurde. Ab 1961 fungierte Hermann Busen als Herausgeber.
In den einzelnen Bänden, die sich hinsichtlich ihrer Ausstattung an der ebenfalls im Deutschen Kunstverlag erschienenen Reihe „Deutsche Lande – Deutsche Kunst“ orientierten, wurden die Bau- und Kunstwerke verschiedener westfälischer Städte und Regionen vorgestellt. Einige Ausgaben beschäftigten sich zudem mit aus Westfalen stammenden Künstlern. Alle Bände, die zum Teil in mehreren Auflagen erschienen, waren mit zahlreichen, zumeist schwarzweißen Abbildungen versehen. Als letzte Ausgabe erschien 1990 ein Buch über den Paderborner Dom. 
Vorläufer der Reihe waren die von Provinzialkonservator Johannes Körner herausgegebenen „Westfälischen Kunsthefte“. 

## Erschienene Bände
- 1954: Johann Conrad Schlaun – Leben und Werk des westfälischen Barockbaumeisters von Theodor Rensing. 2., neu bearbeitete Auflage (Die erste Auflage war bereits 1936 im Ruhfus Verlag, Dortmund als Heft 6 in der Reihe „Westfälische Kunsthefte“ erschienen)
- 1954: Annette von Droste-Hülshoff – Leben in Bildern von Karl Schulte-Kemminghausen.  2., neu bearbeitete Auflage (Die erste Auflage war bereits 1939 im Ruhfus Verlag, Dortmund als Heft 8 der Reihe „Westfälische Kunsthefte“ erschienen), 3. Auflage 1959, 4. Auflage 1981, bearbeitet von Winfrid Woesler
- 1955: Die Maler tom Ring. Ludger der Ältere, Hermann, Ludger der Jüngere von Theodor Riewerts und Paul Pieper.
- 1958: Wasserburgen in Westfalen von Karl E. Mummenhoff. 2. Auflage 1962, 3. Auflage 1968, 4. Auflage 1977, 5. Auflage 1991 als broschierte Sonderausgabe
- 1959: Der Meister von Schöppingen von Theodor Rensing
- 1961: Münster in Westfalen von Werner Hager. 2. Auflage 1966, 3. Auflage 1979
- 1964: Münsterland von Franz Mühlen (2. Auflage 1972)
- 1965: Paderborn von Alois Fuchs. 2., erweiterte Auflage 1976, bearbeitet von Karl Josef Schmitz
- 1970: Dortmund von Horst Appuhn
- 1975: Schloß Nordkirchen von Karl E. Mummenhoff. 2. Auflage 1979
- 1987: Das Sauerland von Franz Mühlen
- 1990: Der Paderborner Dom von Uwe Lobbedey (Pappband)